# Хиосская резня

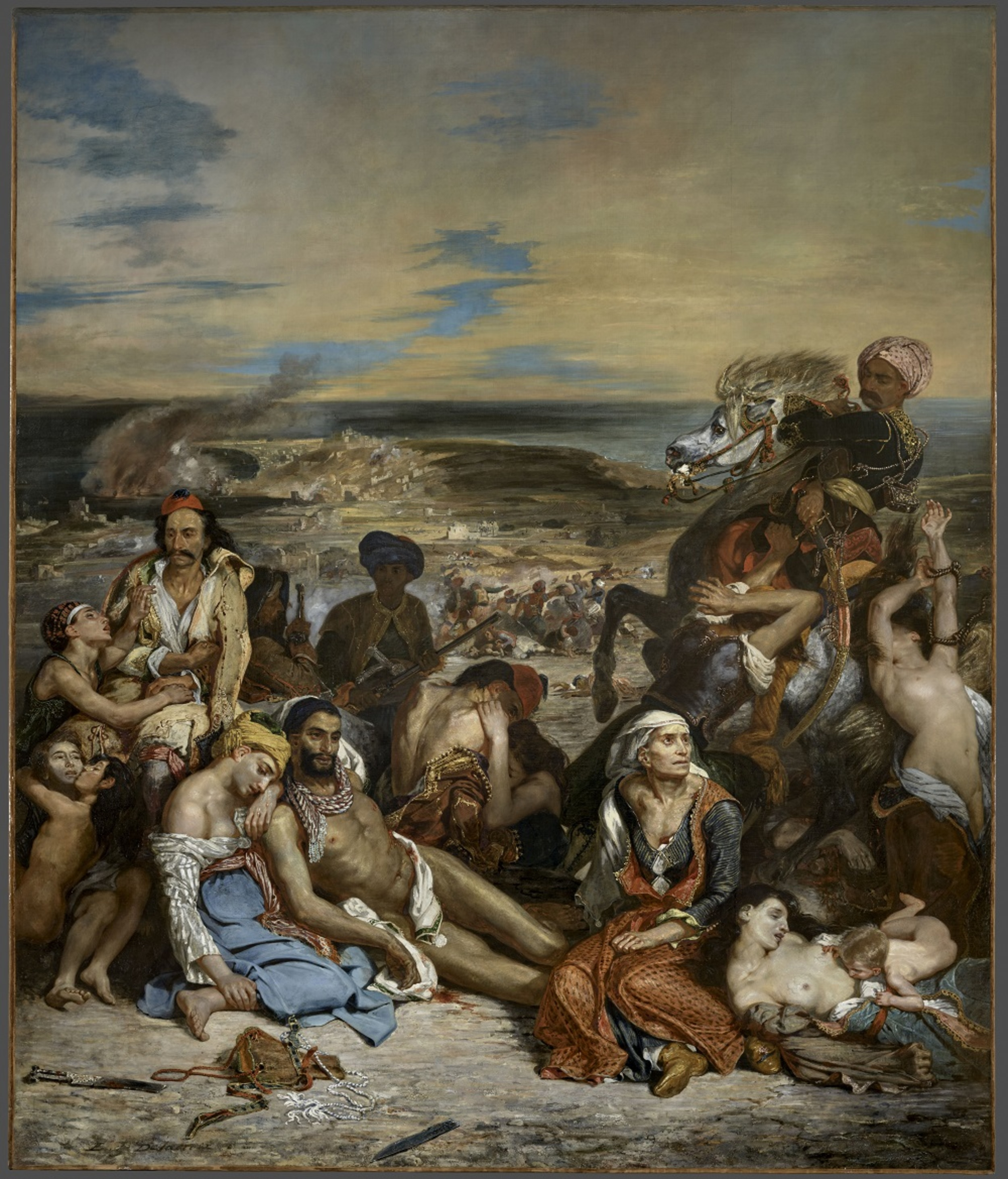
Эжен Делакруа. «Резня на Хиосе». 1824 год

Хи́осская резня́ — расправа турок 11 апреля 1822 года над жителями острова Хиос за то, что островитяне поддержали борцов за независимость Греции.
Из 120 тыс. жителей острова около 115 тыс. были православными греками, остальные католики, турки и евреи. По приказу турецкого паши убивали детей до 3 лет, мальчиков и мужчин старше 12 лет и женщин старше 40 лет. До 25 тыс. были убиты, около 45 тыс. проданы в рабство и около 23 тыс. бежали с острова, образовав хиосскую диаспору. Оставшиеся жители были обращены в ислам. После этого остров потерял своё хозяйственное значение. Население Хиоса так и не восстановило свою былую численность: по переписи 2001 года там проживало 50 388 человек, по оценке на 2005 год — 53 817 человек.

## Греческая революция1821 года
Отряды «Филики Этерия» под командованием Александра Ипсиланти начали 21 февраля 1821 года военные действия в придунайских княжествах. 23 марта Патриарх Константинопольский Григорий предал Ипсиланти анафеме, что не помешало туркам казнить его, положив начало волне погромов и резни греков по всей Османской империи.
23 марта, в день, когда патриарх предал анафеме Ипсиланти и революцию, греческие повстанцы вошли без боя в столицу Мессении, город Каламата. Возглавляли их Петрос Мавромихали, известный как Петробей, Теодорос Колокотронис и один из первых этеристов Анагностарас. Был образован Сенат Мессении во главе с Мавромихали. От имени Сената Мавромихали обратился к христианским правительствам, заявляя, что греки отныне снова свободны и предпочтут смерть, если им будут навязывать турецкое ярмо.

## Террор и резня

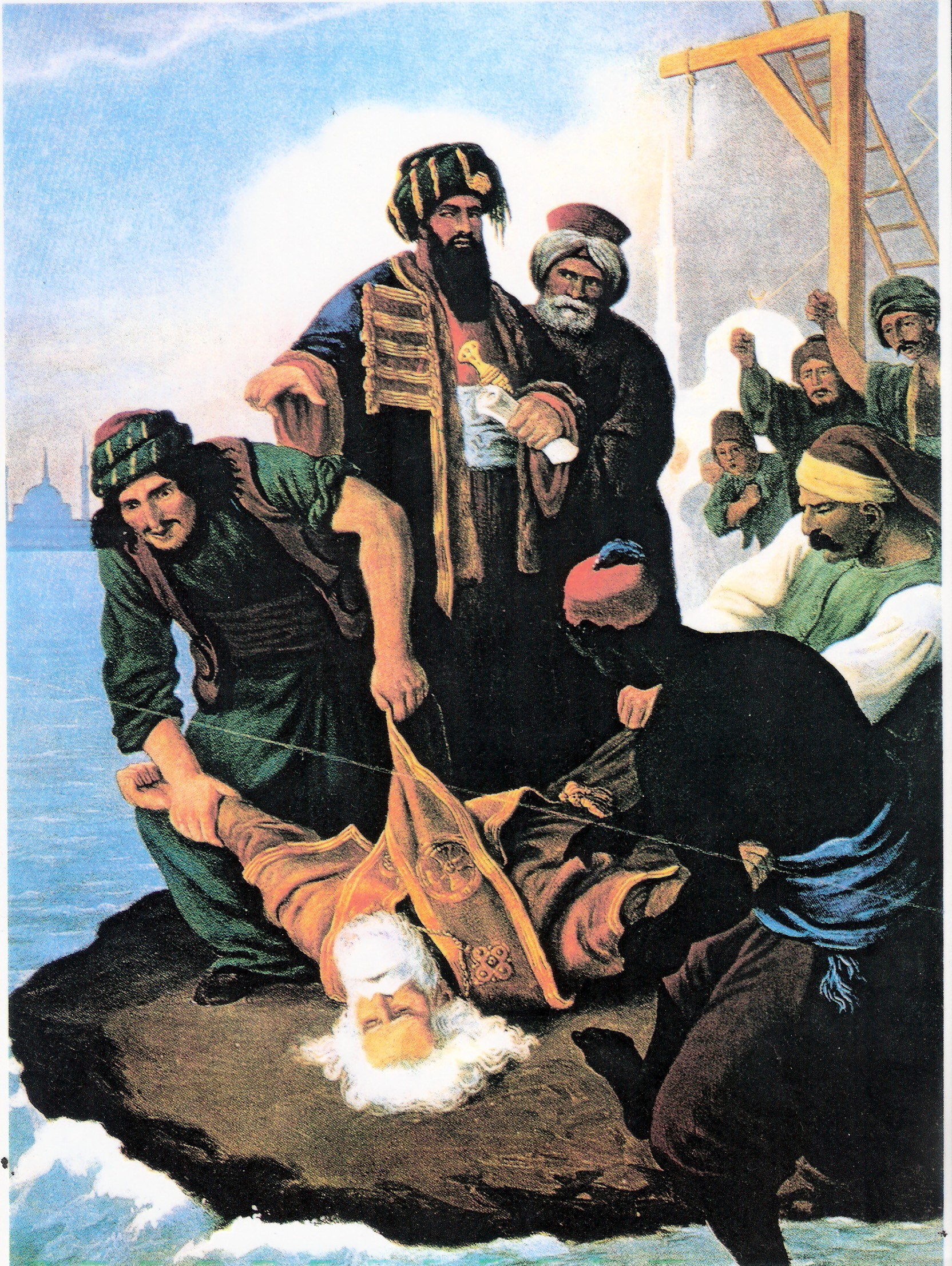
Расправа над патриархом Григорием

Ответом турок на восстание стали массовые убийства и террор, направленный против греков не только в местах, где восстание имело место, но и в местах, далёких от очагов восстания.
- 31 марта — резня в Смирне
- 5 апреля — обезглавлены видные лица из греческого населения Константинополя
- 6 апреля — новая резня в Смирне
- 10 апреля — Патриарх Константинопольский Григорий и 3 других иерарха повешены, а их трупы выброшены в Босфор. Греческие моряки с острова Кефалиния вылавливают труп патриарха и вывозят его в Одессу, где он и был первоначально захоронен. В тот же день в Адрианополе были повешены предыдущий Патриарх Константинопольский Кирилл и 30 других священников и известных жителей
- 22 апреля — погром в Константинополе, сгорели десятки церквей
- 3 мая резня на острове Кипр
- 19 мая — в городе Фессалоники были казнены и убиты 2 тысячи греков (включая епископа и 3 иерархов)
- 3 июня — резня и уничтожение города Кидонониес, эгейского побережья Малой Азии и прилегающих к нему островков Мосхонисиа с 30-тысячным населением. Морякам греческих кораблей в рукопашном бою удалось спасти несколько тысяч человек.
- 4 июня — снова резня в Смирне
- 9 июля — повторная резня на Кипре; был повешен архиепископ Киприан Кипрский, обезглавлены ещё 3 иерарха и 470 знатных киприотов
- 11 июля — резня на острове Кос
- 1 сентября — полностью уничтожено население о-ва Самотраки

23 сентября 1821 года греческие повстанцы взяли город-крепость Триполи и вырезали всех без исключения мусульман. Хиос же в первые 9 месяцев революции и последующие 6 месяцев после взятия Триполи обошла волна террора и резни. Взятие повстанцами Триполи в сентябре 1821 года не имело никакого прямого отношения к событиям на Хиосе в апреле 1822 года.

## Хиос
Более чем 2 тыс. лет торговцы и судовладельцы Хиоса играли важную роль в торговле и дипломатии Восточного Средиземноморья и Чёрного моря. Османы оставили хиосцам право почти полной внутренней автономии, поскольку хиосская торговля и плантации мастиковых деревьев, растущих только на Хиосе, приносили большие доходы Османской империи. Велико было влияние космополитов-хиосцев и в самом Константинополе.
Историки отмечают, что правящие классы острова не желали присоединиться к освободительной войне Греции, боясь потерять свою безопасность и благополучие. Близкое расположение Хиоса по отношению к берегам Малой Азии внушало им небеспочвенные опасения.
К началу Революции остров населяли 120 тыс. человек, 28 тыс. из них проживали в городе. Турок было всего 2 тыс., 2 тыс. католиков и всего 70 евреев. Когда хиосцев спрашивали, почему здесь так мало евреев, то ответом было, что им нечего здесь делать, поскольку хиосцы более способные торговцы, нежели евреи.
На острове было 66 сёл, из которых 22 «мастиковых» были самыми богатыми, находились под защитой сестры султана и имели привилегии вплоть до права иметь колокола в церквях. Кроме того, на острове было 300 монастырей, и 32 села работали на монастыри.
Нельзя утверждать, что благополучие лишило хиосцев патриотизма. Но их патриотизм был направлен на меценатство и образование. Остров дал нации большое число просветителей, таких как Адамантиос Кораис. Хиосцы участвовали также и почти во всех тайных революционных обществах.

Chios topographic map-fr

## Соседние острова
Несмотря на то, что Греция — страна маленькая, география и история выпестовали различный характер у жителей различных её областей и островов. Мягкие по характеру и более склонные к коммерции, жители Хиоса были далеки от воинственности жителей греческих вольниц Мани и Сули. Будучи мореходами, хиосцы отличались и от своих соседей c острова Псара, с их полу-пиратскими традициями, но также и от жителей (также полуавтономного) Самоса, с его революционными традициями в русле Французской революции.
Первым из соседей 10 апреля 1821 года восстал о-в Псара и сразу развернул военные действия на море и налёты на малоазийский берег. 24 апреля на Самос прибыл предводитель самосских революционеров, Ликург Логофет, и два дня спустя Самос восстаёт.
В тот же день греческий флот потопил в проливе между Хиосом и малоазийским берегом турецкий корабль и захватил ещё один.
27 апреля 1821 года греческий флот встал на якоря в бухте Паса-вриси, Хиос, но старейшины Хиоса отказались присоединиться к восстанию и слёзно просили греческий флот уйти, хотя на этот момент на острове было всего лишь 300 османских солдат и 200 турко-критян.
Хиос продолжал оставаться ещё целый год вне восстания и событий.

## Действия турок
Правитель Хиоса попросил 10 заложников из местной знати во главе со священником Платоном. Хиосцы, подчёркивая свою лояльность, дали 40 заложников, которых турки заточили в крепость, а трёх самых знатных отправили в Константинополь для пущей своей безопасности.
Для того чтобы обезопасить Хиос, султан прислал Вахита-пашу c тысячным войском. Вахит-паша был образованным турком, знал французский, был послом в Париже в 1802 году, министром иностранных дел в 1808 году. Но последующие события показали: насколько Вахит-паша был образован, настолько же он был жесток. В своих мемуарах он писал: «Рубка дерева и человеческого горла отличаются, но не в случае горла неверного, и мудрый законодатель, комментируя этот священный канон, говорит, что истребление неверного для мусульманина есть благое дело и равносильно рубке дерева или куста».

## Антонис Бурниас

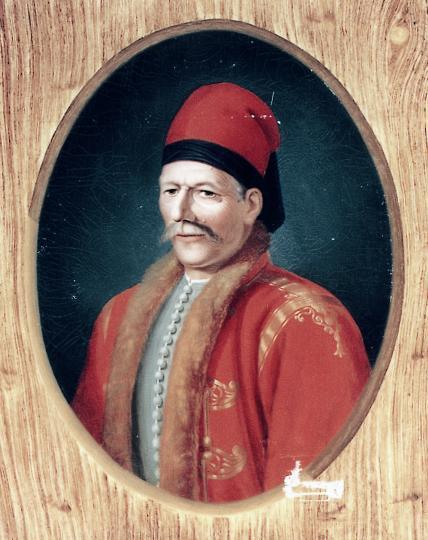
Ликург Логофет — художник Цокос, Дионисиос Национальный исторический музей, Афины

Антонис Бурниас был уроженцем хиосского села Пирама и служил лейтенантом в армии Наполеона во время его похода в Египет. В ноябре 1821 года Бурниас в мундире офицера французской армии появился в Триполи и предстал перед Димитрием Ипсиланти и его адъютантом, французом Максимом Рейбо. Бурниас предложил возглавить экспедицию на Хиос, но Ипсиланти решил, что для подобной экспедиции нет ещё возможностей и необходимых предпосылок и что предложение Бурниаса — авантюра, а сам Бурниас не внушает доверия. Ипсиланти перепроверил правильность своего решения, послав на остров хиосца, но жителя Одессы и старого этериста, Иоанниса Раллиса. Вскоре был получен ответ от Раллиса, что никаких предпосылок на успех у экспедиции не было.
Бурниас покинул Триполи с пустыми руками, но идею не оставил и отправился на Самос. Вождь Самосской революции Логотетис поддержал предложение Бурниаса. Самосец Логотетис не признавал аргумента близости Хиоса к Малой Азии: Самос был ещё ближе (местами всего в полумиле) и был готов отразить нападение турок. Логотетис не мог согласиться с тем, что прошёл год после начала восстания, а Хиос, с почти полностью греческим населением, не принимает в нём участие.

## Высадка
10 марта 2500 самиотов на своих кораблях и кораблях с островов Калимнос и Касос высадились в бухте Мегас Лимонас, Хиос. У них было несколько пушек с небольшим количеством ядер. В тот же день Вахит довел число заложников из знати до 160 человек. На следующее утро 1500 турок вышли из крепости и попытались сбросить самиотов в море, но самиоты одержали верх в непродолжительном сражении и заперли турок в крепость.

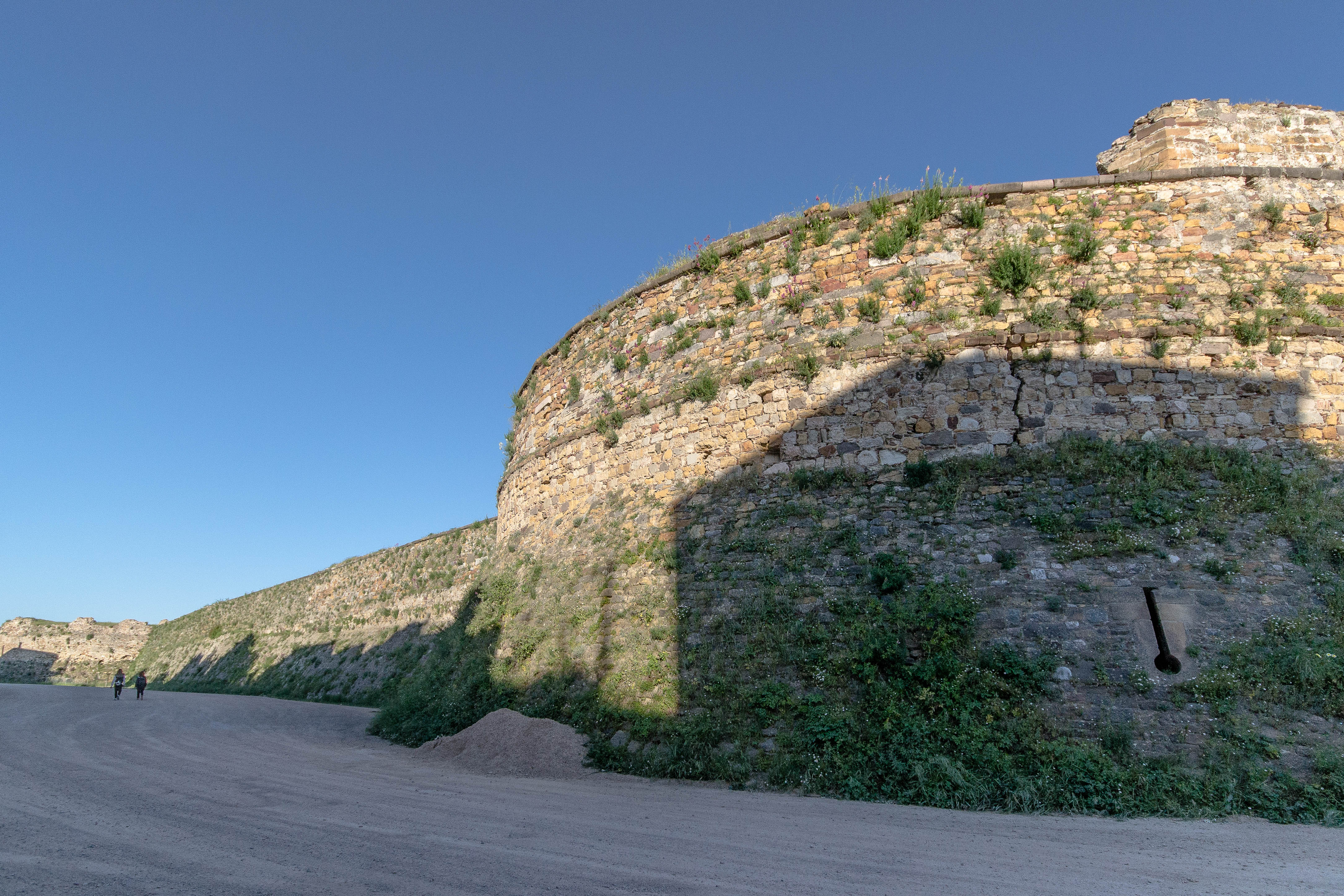
Стены генуэской крепости города Хиос

Многие островитяне присоединились к революции. Однако большая часть населения оставалась тверда в своём намерении не ввязываться в конфликт; их ни в коей мере нельзя обвинить, что такое решение спровоцировало последующую резню. Когда самиоты вошли в город, то нашли большинство домов и магазинов запертыми: так их владельцы хотели показать Вахиту отсутствие вины с их стороны.
Но на следующий день прибыли крестьяне из сел, и число повстанцев возросло. Одной из первых акций Логотетиса был роспуск аристократического совета старейшин. Затем Логотетис обратился за помощью к временному правительству и к островам Псара, Идра и Спеце. Псариоты откликнулись сразу и на следующий день их флотилия патрулировала между Хиосом и Азией. Но Идра и Спеце решили ждать, пока временное правительство не покроет предыдущие расходы. Тем временем на Хиосе Бурниас, не способный примириться с мыслью, что он, наполеоновский офицер и хиосец, должен подчиняться самосцу Логотетису, назначил сам себя командующим и во всем противился самиотам.

## Кара-али
Как только весть о восстании на Хиосе дошла до Константинополя, султан дал команду всем воеводам малоазийского побережья собраться в Смирне и Чешме. Отряды османов стали стекаться напротив Хиоса, сопровождаемые ордами черни, готовой участвовать в резне и грабеже.
24 марта из Константинополя во главе с капуданом-пашой Кара-али вышел османский флот, в составе 16 фрегатов, 18 корветов и бриг с войсками на борту. 30 марта османский флот появился у Хиоса. Флотилия псариотов препятствовала высадке турок из Чешме, но противостоять флоту была не в состоянии и отошла. В городе началась паника. Часть жителей уходила в села, другая решила остаться, считая, что не провинилась. Кара-али сделал несколько выстрелов, но не торопился с действиями, желая получить подробности о восстании у Вахита. Шлюп с 80 солдатами, посланный Кара-али, из-за неумелого управления сел на мель, и самиоты перебили всех турок в нём.
Кара-али начал обстрел города всеми располагаемыми орудиями. Одновременно из крепости выступили турки и атаковали повстанцев, но самиоты отбросили их назад. Однако это был временный успех. Вскоре началась высадка с кораблей, и самиоты стали отходить. В это же время отряды и иррегулярные орды из Чешме на всевозможных судах начали высаживаться на остров.

## Резня
Кое-кто из хиосцев питал иллюзии и вышел встречать турок, но их тут же убивали. Вина их, как считалось, заключалась в том, что «во-первых, они были богатыми, во-вторых, имели семьи и наконец, то что делает две предыдущие вины невыносимыми, они были безоружными».
Приказ Вахита был «даровать жизнь только молодым, согласным принять ислам, старики исключаются». В течение 24 часов в городе и близлежащих селах было убито от 8 до 10 тыс. человек.
Примечательно, что в варварстве больше всех отличились турки из города-крепости Монемвасия, которым греки при сдаче крепости даровали жизнь и переправили их в Малую Азию.

## Святой Мина
В монастыре Святого Мины собрались 3 тысячи женщин, детей и стариков. Несколько вооружённых хиосцев держали турок на дистанции. В пасхальное воскресенье 2 апреля турки обложили монастырь и попытались пробить дыры в стенах. У первой дыры, пробитой турками, оказался Фатурос, он зарубил ятаганом одного за другим 21 турка, после чего его ятаган сломался и он продолжал их бить доской. Но все больше турок пробиралось в монастырь. Считанные лица из 3 тыс. вышли живыми из монастыря. Устав от резни, турки заперли оставшихся в живых в церкви и сожгли их, предварительно разорив монастырь в поисках золота, серебра и других ценностей.

## Резня продолжается
У жителей сёл не было первоначальных иллюзий горожан. Тысячами устремились они к западному побережью и в горы, скрываясь в пещерах.
Вахит признавал, что «неверные этого острова не виновны в преступлении сепаратизма», и вину возлагал на самиотов, но отмечал, что массовые убийства послужили причиной великого добра, «поскольку по причине этих обстоятельств много молодых неверных нашли спасение в исламе, получив вечное отпущение грехов, и их души освободились от вечного ада, который наверняка их ждал».
Немногочисленные местные и многочисленные евреи из Смирны выслеживали хиосцев и по стопам турок принимали участие в резне
 с криками «свобода, свобода, получайте свободу от ятагана». Хиосец Андреас Мамукас, участник событий, попавший в плен, но бежавший и впоследствии ставший депутатом парламента и писателем, писал о смирнских евреях: «эта христианоборствующая нация с неуёмной ненавистью ринулась грабить и разрушать».

## Псариоты
Чтобы разведать обстановку, с о-ва Псара на западный берег были посланы 2 маленьких судна. Прибыв в Волиссос и найдя там тысячи беженцев, капитаны решили разбогатеть на чужой трагедии и, взимая неимоверную плату, загрузили свои корабли по ватерлинию беженцами. Корабли не вернулись на близлежащий Псара, а направились на более отдалённые острова Архипелага. Не дождавшись возвращения первых двух, псариоты послали ещё 2 корабля, на борту которых были Константин Канарис и Константис Никодимос. Пройдя вглубь острова, Канарис и Никодимос направили беженцев и самиотов в Волиссос. Забрав как можно больше беженцев, корабли вернулись на Псару, после чего корабли псариотов один за другим вывезли и спасли тысячи беженцев и самиотов с их вождем Логотетисом.

## Консулы
Хиос был торговым и морским центром, это объясняет существование на острове консульств почти всех европейских стран. Когда началась резня, католики и многие греки искали защиту в консульствах. Консулы решили разбогатеть на трагедии, обирая до нитки ищущих спасения. Особенно отличились в грабеже и шантаже консулы Австрии, Неаполя, Франции и Британии. Не искал выгоды и открыто выступил против зверств Вахита лишь консул Дании — грек из Фессалоники, за что и был убит.

## Ложная амнистия
Вахит не хотел утруждать себя поисками прятавшегося в горах населения. Выпустив заложников во главе со священником Платоном, он заявил, что дарует амнистию селянам, требуя от них только выдачи самиотов. Распространение этой новости было поручено священнику Платону и другим головам. Но как только первая группа покаявшихся была сдана консулами Вахиту, она тут же была убита. Та же участь постигла и осмелевших селян, вышедших с красными флагами повиновения. Заложники, в которых теперь отпала необходимость, также были убиты.

## Возмездие
1 июня 1822 года капитаны Канарис и Пипинос вывели свои брандеры из гавани Псара. Турки праздновали последний день рамазана: 2200 человек, много знатных гостей, собрались на борту флагмана Кара-али. На реях висели тела нескольких повешенных греков и «подарок», присланный с о-ва Крит Кара-али: голова и правая рука корсиканского филэллина Балеста.

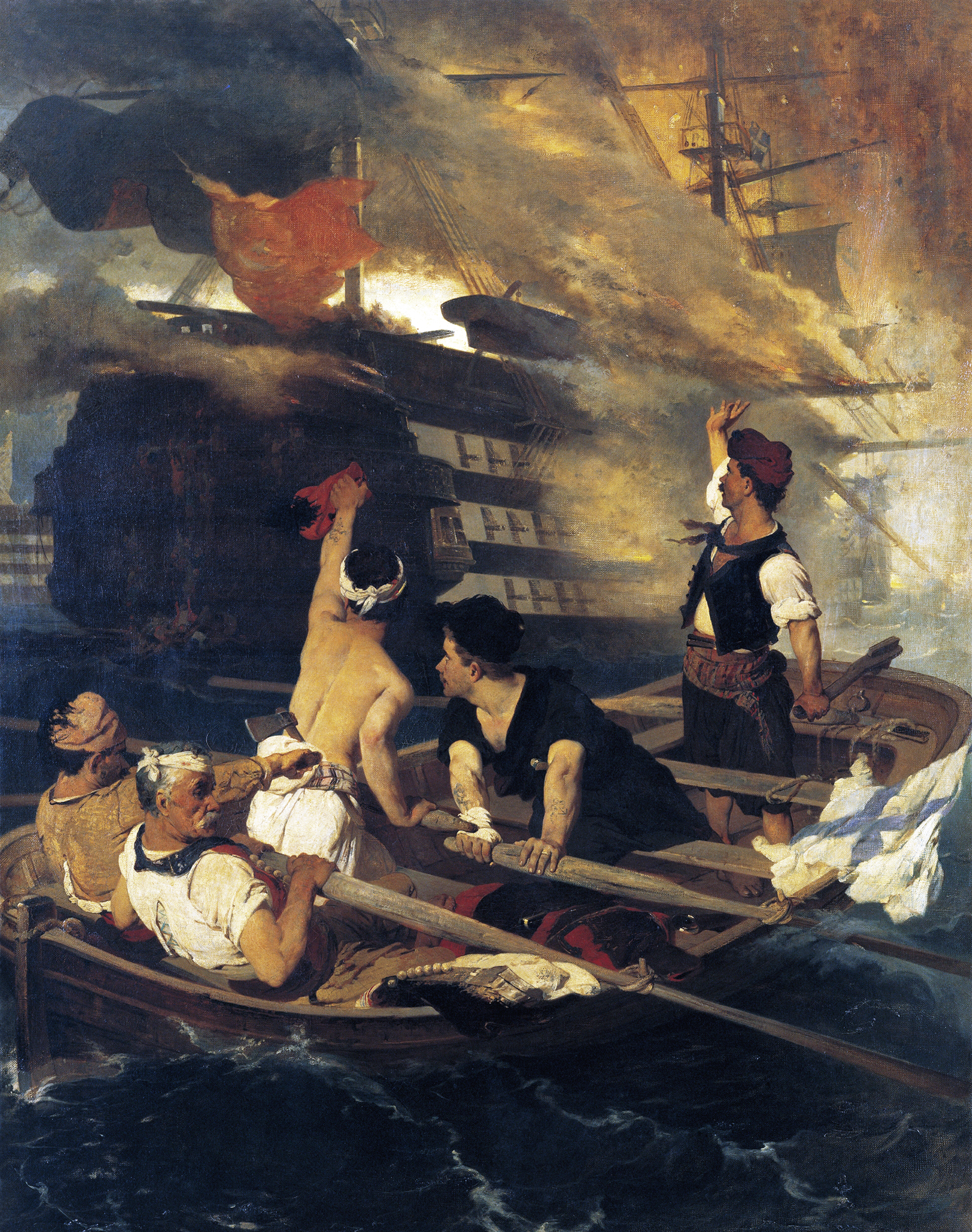
Художник Литрас, Никифорос: Сожжение турецкого флагмана на Хиосе Константином Канарисом

Греческие брандеры подошли к якорной стоянке турецкого флота. 2 самых освещённых двупалубных фрегата стояли на якоре в миле от берега. Перед ними находились ещё 12 фрегатов, которые легче всего было атаковать. Но Канарис и Пипинос намеревались убить капудана-пашу. Канарис повел брандер между турецкими судами, как оказалось — к флагману. Налетев на флагман, Канарис зажёг брандер и прыгнул в шлюпку. На веслах, под огнём, шлюпка ушла. Пипинос атаковал второй двупалубный фрегат, но, вероятно, брандер был плохо закреплён, и турки смогли его отвязать. Но и неуправляемый брандер Пипиноса внёс панику и нанёс повреждения многим судам.
Тем временем огонь на флагмане разрастался, 84 орудия стали взрываться один за другим. Турецкие суда в панике стали сниматься и уходить в Чешме и на юг. Жордин[уточнить] писал: «если в этот час у греков было бы ещё несколько брандеров, то они сожгли бы весь турецкий флот».
Паника перенеслась на берег. Вахит и другие побежали в крепость. Через 50 минут после атаки Канариса огонь достиг порохового погреба, и флагман взлетел на воздух. Согласно австрийскому консульскому агенту, из 2286 человек, находившихся на борту, спаслись лишь 200. Кроме сожжённого флагмана, один турецкий фрегат вышел из строя и ещё 6 турецких кораблей были повреждены.
Тело капудана-паши Кара-али было погребено в крепости. Паника на турецком флоте не прекращалась: в каждом встречном греческом судне туркам мерещился брандер, немногочисленные греческие корабли гонялись за турками до о-ва Тенедос. 24 июня турецкая армада вошла в Дарданеллы под прикрытие береговых батарей. Французский адмирал и историк флота Жюрьен де ла Гравьер позже писал: «хиосская резня не прошла безвозмездно, и море снова перешло под греческий контроль».
22 «мастиковых» села, владения сестры султана, не были тронуты до этого момента. После сожжения флагмана и гибели капудана-паши и 2 тыс. турок Вахит решил отомстить. Большая часть населения была убита, остальные проданы в рабство.

## Итоги резни
По одним данным, из 120 тыс. населения на острове выжили 1800 человек. 30 тыс. были убиты, 48 тыс. было продано в рабство и около 40 тыс. нашли спасение на Псаре и других греческих островах. Из 700 церквей только 1 чудом осталась не сожжённой.
По другим данным, около 20 тыс. островитян и повстанцев были убиты, 23 тыс. стали беженцами, и только 2 тысячам греков удалось выжить на острове. Многие дети были проданы в рабство и обращены в ислам. Греческое слово сфаги (греч. σφαγη — резня) употребляется для описания этого события выжившими очевидцами, разбросанными по Европе и ставшими частью хиосской диаспоры.

## Европа
Хиосская резня вызвала огромный резонанс и волну филэллинизма в Европе, особенно среди сочувственно настроенных к восставшим романтиков.
Если резня и разрушение города Кидонея и полное истребление населения о-ва Самотраки прошли незамеченными, то этого не случилось с Хиосом. Хиос был известен, события произошли на глазах у европейских дипломатов, прессы и миссионеров. Французский поэт Пьер Лебру (Pierre Lebrun) написал «Резню на Хиосе» и «Невольничий рынок Смирны», немецкий поэт Мюллер W. Muller написал свой «Хиосец», Виктор Гюго в своих «Orientales» — «Греческий мальчик»[уточнить].
Под впечатлением от произошедшего французский художник Эжен Делакруа создал один из крупнейших памятников живописи романтизма — холст «Резня на Хиосе» (размеры 4,2 на 3,5 метра).
Либеральные газеты эпохи — английские «Morning Chronicle» и «Times», французские «Courier Francais» и «Constitutionnel» — описывали страшные картины резни и обвиняли свои правительства в протурецкой политике.
Но было бы ошибочным считать, что вся Европа стала дружественной к эллинам: для «Священного союза» христианских монархов революционная Греция нарушала установившийся порядок в Европе, для торговли и банков означала хаос в Восточном Средиземноморье. Лишь либеральная и революционная Европа высказывалась в защиту греков и оказывала помощь в меру своих возможностей. Греческому народу предстояло ещё 7 лет кровавой войны до воссоздания своего государства.

## Последующие годы
Революционная Греция попыталась отвоевать остров в ходе экспедиции октября 1827 — марта 1828 годов под командованием французского филэллина Шарля Николя Фавье, но встретила противодействие со стороны великих держав и демарши командующих французской и британской эскадры (и по поручению — русской). К тому же грекам не удалось взять крепость Хиоса. Все попытки хиосской диаспоры и греческого правительства включить остров в пределы воссозданного греческого государства были безуспешны, поскольку политикой европейских держав, в основном Британии, было ограничить территорию возрождённой Греции в пределах Пелопоннес-Аттика-Киклады. Хиос остался в пределах Османской империи. Получив гарантии, часть населения стала возвращаться.
После побед греческого флота над турецким в Первой Балканской войне (сражение при Элли, сражение при Лемносе (1913)) остров был освобождён адмиралом Павлос Кунтуриотисом в 1913 году.
В ноябре 2009 года турецкая дипломатия попросила изъятия копии картины Делакруа «Хиосская резня» из византийского музея Хиоса как «инициативу доброй воли для улучшения греко-турецких отношений».